# مردم راپا نویی
مردم راپا نویی (انگلیسی: Rapa Nui people) The Rapa Nui (Rapa Nui: [ˈɾapa ˈnu.i], Spanish: [ˈrapa ˈnu.i])
راپا نویی (Rapa Nui: [ˈɾapa ˈnu.i]، اسپانیایی: [ˈrapa ˈnu.i]) مردمان بومی پلینزی جزیره ایستر هستند. شرقی‌ترین فرهنگ پلینزی، نوادگان مردم اصلی جزیره ایستر حدود ۶۰ درصد از جمعیت فعلی جزیره ایستر را تشکیل می‌دهند و بخش قابل توجهی از جمعیت آنها در سرزمین اصلی شیلی ساکن هستند. آنها هم به زبان سنتی راپا نویی و هم به زبان اصلی شیلی، اسپانیایی صحبت می‌کنند. , در سرشماری سال ۲۰۱۷، ۷۷۵۰ نفر ساکن جزیره بودند که تقریباً همگی در روستای هانگا روآ در ساحل غربی پناه می‌گرفتند.
از سال ۲۰۱۱، منبع اصلی درآمد راپا نویی از گردشگری به دست می‌آمد که بر مجسمه‌های غول‌پیکری به نام موآی تمرکز می‌کرد.
در طول دههٔ گذشته، فعالان راپا نویی برای تعیین سرنوشت و حاکمیت بر سرزمین‌های خود مبارزه کرده‌اند. و ذخیره، منجر به درگیری با پلیس شیلی شده است.